# 1982년 칸 영화제
제35회 칸 영화제는 1982년 5월 14일부터 1982년 5월 26일까지 열린 영화제이다. 프랑스 칸에서 개최되었다.

## 수상

### 황금종려상
- 미싱 - 코스타 가브라스 수상
- 욜 - 일마즈 귀니 수상
- 보디 우먼 - 미켈란젤로 안토니오니

### 심사위원대상
- 로렌조의 밤 - 파올로 타비아니 수상

### 감독상
- 피츠카랄도 - 베르너 헤어조크 수상

### 여우주연상
- 또 다른 길 - 야드비가 얀코프스카-키에슬라크 수상

### 남우주연상
- 미싱 - 잭 레먼 수상

### FIPRESCI 상
- 욜 - 일마즈 귀니 수상

### 35주년 특별기념상
- 보디 우먼 - 미켈란젤로 안토니오니 수상